# Tallinnski zaljev
Talinski zaljev (est.: Tallinna laht) je zaljev u Estoniji na južnoj obali Finskoga zaljeva. Glavni grad Estonije Tallinn nalazi se na južnoj obali zaljeva.
Sam Talinski zaljev podijeljen je na nekoliko dijelova: Talinska uvala (est.:   Tallinna reid), zaljev Kopli, zaljev Kakumäe i zaljev Paljassaare. Otoci Naissaar i Aegna graniče sa zaljevom na sjeveru, a poluotok Viimsi na istoku.
Obalne vode su plitke, ali dubina brzo raste udaljavajući se od obalne crte. Dno Tallinnskoga zaljeva strmo se spušta u dubinu, što omogućuje dobru izmjenu vode s vodama Finskoga zaljeva. Talinski zaljev je jedan od najdubljih zaljeva u Estoniji, maksimalna dubina je oko 100 m.
Stari grad nalazi se u blizini zaštićenoga Tallinnskog zaljeva, koji je prirodna luka i glavna putnička luka. Luka Paljassaare i luka Bekker u zaljevu Kopli glavne su luke za teretni promet. Na obali postoje četiri javne plaže: Pirita, Stroomi, Kakumäe i Pikakari.

## Galerija
- Pogled na središte Tallinna i zaljev iz Maarjamäea.
- Plaža Pirita
- Obala Merivälje.
- Tallinnska putnička luka
- Pogled s Paljassaarea prema Piriti.
- Plaža Pikakari na Paljassaareu.
- Paljasaare
- Koplijski zaljev
- Plaža Stroomi u Koplijskome zaljevu.
- Pogled s plaže Stroomi na Väike-Õismäe.
- Lula na južnoj obali otokaNaissaar.
- Tallinnski zaljev, ulje na platnu Ivana Ajvazovskog (1845.).
- Tallinnski zaljev zimi
- Tallinnski zaljev u magli
- Tallinnski zaljev u magli
- Tallinnska uvala 1816.